# Władysław Pobóg-Malinowski
Władysław Pobóg-Malinowski (ur. 11 listopada?/23 listopada 1899 w Archangielsku, zm. 21 listopada 1962 w Genewie) – oficer artylerii Wojska Polskiego, historyk.

## Życiorys
Uczestnik wojny polsko-bolszewickiej. Po wojnie pełnił służbę w 21 pułku artylerii polowej w garnizonie Kraków (1923), Szefostwie Artylerii i Służby Uzbrojenia Okręgu Korpusu Nr V w Krakowie (1924), 12 pułku artylerii polowej w Złoczowie (1928) i Wojskowym Biurze Historycznym w Warszawie (1929). 3 maja 1922 zweryfikowany został w stopniu porucznika ze starszeństwem z dniem 1 czerwca 1919, w korpusie oficerów artylerii. Służbę w wojsku łączył ze studiami wyższymi (polonistyka i Szkoła Nauk Politycznych). Od 1 października 1932 pozostawał w stanie nieczynnym. Od 1931 naczelnik Wydziału Historyczno-Naukowego w Ministerstwie Spraw Zagranicznych. W 1934 był oficerem rezerwy 1 pułku artylerii najcięższej w Górze Kalwarii. W 1938 kierownik Referatu Archiwalnego Gabinetu Ministra Spraw Zagranicznych. W 1944 powołany został do polskiej służby zagranicznej, z której wycofał się w 1945. W latach 1944–1945 był współtwórcą i jednym z dwóch głównych redaktorów sekcji polskiej Radia Francuskiego. Po II wojnie światowej na emigracji.
Autor wielu prac z zakresu najnowszej historii Polski, pisanych częściowo pod pseudonimem Julian Woyszwiłło. W latach 1929–1934 był sekretarzem redakcji pierwszej edycji 10-tomowej Pism – Mów – Rozkazów marszałka Józefa Piłsudskiego. Jego najważniejszą pracą była Najnowsza historia polityczna Polski 1864–1945 (t. 1–3, wyd 1., t. 1 Paryż 1953, t. 2–3 Londyn 1956–1960).

## Ordery i odznaczenia
- Krzyż Komandorski Orderu Odrodzenia Polski (11 listopada 1960)[3]
- Krzyż Kawalerski Orderu Odrodzenia Polski (1939)[4]
- Złoty Krzyż Zasługi (11 listopada 1934)[5]
- Medal Niepodległości (20 lipca 1932)[6]
- Medal Pamiątkowy za Wojnę 1918–1921[7]
- Medal Dziesięciolecia Odzyskanej Niepodległości[7]
- Brązowy Medal za Długoletnią Służbę[2]
- Krzyż Kawalerski Orderu Legii Honorowej (Francja, 1937)[7]

## Wybrana bibliografia
- Najnowsza historia polityczna Polski 1864–1945, 1953–1962.
- Akcja bojowa pod Bezdanami 26.IX.1908, 1932.
- Narodowa Demokracja, 1887–1918, 1933.
- Fakty i dokumenty, dwa tomy wielkiej (obliczonej na 6 tomów) biografii Józefa Piłsudskiego).
- Polska i Polacy w cywilizacji świata, 1939.